# Euxoa lycarum
Euxoa lycarum är en fjärilsart som beskrevs av Herrich-Schäffer 1846. Euxoa lycarum ingår i släktet Euxoa och familjen nattflyn. Inga underarter finns listade i Catalogue of Life.